# Ланди-Педика (Рим)
Ланди-Педика је насеље у Италији у округу Рим, региону Лацио.
Према процени из 2011. у насељу је живело 587 становника. Насеље се налази на надморској висини од 132 м.